# Pseudovanilla ponapensis
Pseudovanilla ponapensis är en orkidéart som först beskrevs av Ryozo Kanehira och Yoshimatsu Yamamoto, och fick sitt nu gällande namn av Leslie Andrew Garay. Pseudovanilla ponapensis ingår i släktet Pseudovanilla och familjen orkidéer. Inga underarter finns listade i Catalogue of Life.